# Himmin
Himmin (arab. حمين) – miasto w Syrii, w muhafazie Tartus. W 2004 roku liczyło 2222 mieszkańców.